# Giuliano Mancino
Giuliano Mancino (* in Carrara vor 1475; † nach 1524 auf Sizilien) war ein auf Sizilien tätiger Marmorbildhauer der Renaissance aus Carrara.

## Leben
Über seine Lebensdaten ist wenig bekannt. Er war Mitglied einer Bildhauergruppe, die um 1500 aus Carrara nach Sizilien kamen, wohl als Folge der Machtübernahme in Carrara durch den Markgrafen Malaspina von Massa im Jahr 1473.
Von 1493 an arbeitete Mancino mit dem ebenfalls aus Carrara stammenden Antonio Vanella zusammen. Ab 1487 war er in Palermo kam er in Kontakt mit der Bildhauerfamilie Gagini, mit deren Mitgliedern er gelegentlich zusammenarbeitete, so an der Tribuna in der Kathedrale von Palermo. Bis 1493 ist sein Aufenthalt in Palermo belegt.
Um 1500 gründete er mit dem Carraresen Bartolomeo Berrettaro eine Werkstattgemeinschaft, die bis 1517 hielt. Anschließend arbeitete er wieder selbständig.
Er und seine Mitarbeiter hinterließen auf Sizilien zahlreiche Werke.

## Werke (Auswahl)
- Chiesa di Santa Caterina (Mistretta): Marmorstatue (1493) mit Antonio Vanella
- Chiesa di Santa Maria La Porta (Geraci Siculo): Portal (um 1496) gemeinsam mit Giovanello Gagini (tätig bis 1548) und Marmorpolyptychon mit Szenen aus dem Leben Jesu (gemeinsam mit der Werkstatt von Antonio Vanella)
- Chiesa di Sant’Agostino (Palermo): Bau des Seitenportals (mit Bartolomeo Berrettaro) Ende 15. Jahrhundert
- Chiesa di S. Maria degli Angeli oder della Gancia (Palermo): „Die Jungfrau Maria erscheint Franz von Assisi“ mit Bartolomeo Berrettaro (Ende 15. Jahrhundert)
- Chiesa Madre Santissimo Apostoli Pietro e Palo (Petralia Soprana): „Auferstandener Christus mit Maria Magdalena“, „Johannes Evangelist“ (1498) außerdem „Madonna dell´Udienza und Johannes der Täufer“ (1520) sowie eine Pietà
- Cattedrale Santa Maria Maddalena (Sciacca): Madonna del Soccorso (1503) und „Madonna della Catena“
- Chiesa di Santa Margherita (Sciacca): „Das Martyrium der Heilige Margarethe“ (mit Bartolomeo Berrettaro) 1504–12
- Chiesa Madre Santa Maria Assunta (Polizzi Generosa): Madonna und Kind (1508), sowie ein Jesusknabe und zwei allegorische Figuren; „Kind und Propheten“ 1509–1512 (mit Bartolomeo Berrettaro). Selbständige Arbeiten: Triptychon „Heimsuchung“ von 1519 „Madonna, Kind mit den Heiligen Franz von Assisi und Antonius“ 1524
- Chiesa di San Giorgio (Modica): Madonna della Neve (mit Bartolomeo Berrettaro) 1511
- Duomo St. Nicola (Termini Imerese): Vier Heiligenstatuen (Petrus, Paulus, Johannes der Täufer und Jakobus), und Reliefs aus Marmor mit Szenen aus dem Leben der Heiligen sowie eine „Thronende Madonna“ mit Bartolomeo Berrettaro
- Duomo Chiesa Matrice (Erice): Marmorrelief „Madonna, Kind und Szenen aus dem Leben Jesu“ sowie die Statuen von Petrus und Paulus (1513)
- Duomo San Tommaso (Enna): Marmorrelief (1515)
- Chiesa di Santa Maria la Nova (Chiaramonte Gulfi): Madonna und Kind (mit Bartolomeo Berrettaro)
- Duomo (Taormina): Madonna gemeinsam mit Gabriele de Battista
- Chiesa Matrice (Militello Rosmarino): Madonna dei Nebrodi (mit Lazzaro Maffiolo)
- Chiesa Madre di S. Silvestro Papa (Calatafimi Segesta): Marmorpolyptychon „Madonna“
- Duomo (Marsala): Madonna del Soccorso
- Museo Regionale Agostino Pepoli (Trapani): Marmorskulptur „Auferstehung Christi“
- Chiesa di Santa Caterina (Naro): Pietà
- Castello Maniace (Syrakus): zwei Basreliefs aus Marmor